# Jefferson (Virginia Occidental)
Jefferson es un lugar designado por el censo ubicado en el condado de Kanawha en el estado estadounidense de Virginia Occidental. En el censo de 2010 tenía una población de 676 habitantes y una densidad poblacional de 478,03 personas por km².

## Geografía
Jefferson se encuentra ubicado en las coordenadas 38°22′39″N 81°47′12″O / 38.37750, -81.78667. Según la Oficina del Censo de los Estados Unidos, Jefferson tiene una superficie total de 1,41 km², de la cual 0,87 km² corresponden a tierra firme y (38.83%) 0.55 km² es agua.

## Demografía
Según el censo de 2010, había 676 personas residiendo en Jefferson. La densidad de población era de 478,03 hab./km². De los 676 habitantes, Jefferson estaba compuesto por el 84,32% blancos, el 12,87% eran afroamericanos, el 0% eran amerindios, el 0% eran asiáticos, el 0% eran isleños del Pacífico, el 0,15% eran de otras razas y el 2,66% pertenecían a dos o más razas. Del total de la población el 1.04% eran hispanos o latinos de cualquier raza.